# 호도반도
호도반도(虎島半島)는 함경남도 금야군의 남부에 위치한 반도이다. 지형은 북쪽에서 남쪽으로 뻗어 있고, 영흥만의 북부 영역을 감싼다. 길이는 대략 17km, 너비는 0.4km ~ 4km이다. 반도의 지리는 동해안으로는 백사장이 길게 펼쳐져 있고, 반대쪽으로는 산지가 평평하게 이뤄져 있다. 남쪽으로 강원도 원산시에 있는 갈마반도(虎島半島)와 마주하고 있으며, 두 반도가 원산시를 감싸고 있는 모양새이다. 그리고 두 반도 사이에는 신도·대도 등의 섬들이 위치해 있다.